# Eucyclopera ducei
Eucyclopera ducei är en fjärilsart som beskrevs av William Schaus. Eucyclopera ducei ingår i släktet Eucyclopera och familjen björnspinnare. Inga underarter finns listade i Catalogue of Life.